# Stockheim (Wüstung)
Stockheim war ein Ort im Hintertaunus nordwestlich des heutigen Usingen. Der Ort war Sitz des Stockheimer Gerichtes, eines historischen Verwaltungsbezirkes. Das dort ansässige Adelsgeschlecht Stockheim leitet seinen Namen von diesem Ort ab, der daher wohl Stammsitz des Geschlechtes war.
Im Jahr 1195 wurde Stockheim als Stogheim urkundlich erwähnt. Bis 1456 erfolgen urkundliche Erwähnungen von Burg, Dorf und Amt. Ab 1456 wurde Stockheim nur noch als Wüstung bezeichnet. Heute erinnern die Flurbezeichnungen Stockheimer Hof (Usingen), Stockheimer Bach und Stockheimer Graben (Merzhausen) an das ehemalige Dorf.